# Сексуальне насильство над дітьми
Сексуальне зловживання щодо дітей (англ. Child sexual abuse) є формою сексуального насильства, в якому доросла людина чи підліток зловживає дитиною задля отримання сексуального задоволення, стимулює або використовує її для сексуальної стимуляції.
Включає безпосередньо сексуальні контакти дорослого або літньої людини та розбещення: непристойне оголення (геніталій, жіночих сосків) дитини чи для дитини з метою задовольнити власні сексуальні бажання, залякування або входження в довіру з сексуальними намірами, прохання або примушення дитини до участі у сексуальній діяльності, а також показ порнографії або використання дитини для її виробництва.

## Типи
Сексуальна спокуса — використання дитини (хлопчика чи дівчинки) дорослою людиною чи іншою дитиною для задоволення сексуальних потреб або отримання вигоди. Сюди відносять:
- Зґвалтування природним або неприродним чином;
- Орально-генітальні ласки як дитини, так і дитиною;
- Використання дитини для сексуальної стимуляції дорослого;
- Сексуальна експлуатація для виготовлення дитячої порнографії або втягення в проституцію;
- Розбещення — залучення до спостереження за статевим актом, перегляду порнографії, відправлення текстових повідомлень сексуального характеру;
- Демонстрація статевих органів, у тому числі, коли дорослі проходять у ванну без одягу або ж відправляють дитині оголені фото/відео;
- Еротизована ласка і турбота; як варіанти елементи такої турботи: поцілунки з дитиною у губи або коли батьки миють досить дорослих дітей чи сплять з ними в одному ліжку.

Онлайн-грумінг передбачає спілкування дорослої або групи людей з дитиною з метою схилити її до сексуального контакту у майбутньому, а сексторшен — такі ж дії дорослих, направлені на отримання еротичних фотографій від дитини. У обох випадках після вчинення злочину може слідувати шантаж від кривдника, який остаточно зламає дитину — це можуть бути гроші або повторення дій.

## Кривдники
Згідно з різними дослідженнями, в середньому до 80 % випадків насильства чинять добре відомі дитині дорослі, з них близько 40 % — дуже близькі до дитини родичі чи батьки.

### Дорослі
Сексуальний потяг дорослої людини до дитини називається педофілією, а потяг до підлітків — ефебофілією.
Сексуальне насильство з боку члена сім'ї — форма інцесту, результатом якої є більш серйозна і довготривала психологічна травма, особливо у разі батьківського інцесту.

## Наслідки
Наслідками сексуального насильства над дітьми є сором і самозвинувачення, депресії, тривожності, посттравматичного стресового розладу, проблеми з самоповагою, сексуальна дисфункція, хронічний тазовий біль, наркоманія, самоушкодження, суїцидальні думки, межовий розлад особистості і схильність до повторної віктимізації в зрілому віці. Сексуальне насильство над дітьми є фактором ризику спроби самогубства. Крім того, деякі дослідження показали, що сексуальне насильство в дитинстві є фактором ризику для вчинення насильства з боку інтимного партнера у чоловіків. Велика частина шкоди, заподіяної потерпілим стає очевидним через роки після того, як зловживання відбулося. Що стосується наркоманії, дослідження Рігер та ін. має попередні висновки про те, що несприятливі життєві події підвищують потяг до наркотиків і демонструють зв'язок між підвищеною лімбічною реакцією на кокаїн.

## Правило трусиків
Правило трусиків, Правило спідньої білизни або Правило «Тут мене не торкайся» — правила сексуальної освіти для дітей, розроблені в рамках проєкту «Попередження сексуального насильства та сексуальної експлуатації дітей у країнах Центральної та Східної Європи — комплексний підхід» (вересень 2014 — серпень 2019). Рада Європи розробила та видала у 2017 році спеціальну брошуру для батьків «Навчіть свою дитину правила „Тут мене не торкайся“». Мета правила — донести до дітей, що ніхто не має торкатися тих частин тіла, які зазвичай закриває спідня білизна.
У брошурі викладено 5 простих правил для дошкільнят, які розповідають, що в людей є інтимні зони, приховані білизною, їх не можна демонструвати і ніхто не має права їх чіпати. Це дозволено тільки батькам під час купання або лікарям із дозволу батьків. Якщо хтось порушує правило, дитина повинна негайно розповісти про це батькам.
Це правило також стосується і дорослих. Діти не повинні бачити статеві органи батьків, бо це може вплинути на їх сексуальний розвиток.

## Статистика
Згідно з різними дослідженнями, в середньому до 80 % випадків насильства чинять добре відомі дитині дорослі, з них близько 40 % — дуже близькі до дитини родичі чи батьки. Про 90 % злочинів ніколи не повідомляють в поліцію. Причини мовчання найрізноманітніші: страх та/або сором дитини; недовіра батьків до слів дитини; страх дитини втратити близького дорослого, який дає увагу, турботу і часто подарунки; небажання матері відмовлятися від стосунків із чоловіком; залежність сім'ї від педофіла (наприклад, батька та чоловіка).

## Законодавство

### Європа
У 2007 році Рад Європи прийняла конвенцію про захист дітей від сексуальної експлуатації та сексуального зловживання аби заборонити будь-яке секскуальне насилля над дітьми.
У Європейському Союзі сексуальне насильство над дітьми підпадає під дію директиви. Ця директива стосується декількох форм насильства, особливо комерційної сексуальної експлуатації дітей.

### Україна
Україна підписала Конвенцію Ради Європи 14 листопада 2007 року у Страсбурзі, але Верховна Рада ратифікувала її лише в червні 2012 року.
В березні 2018 були внесені зміни до Кримінального кодексу, згідно яких будуть каратись будь-які сексуальні відносини з дітьми, менше 16 років.